# Liste des lieux patrimoniaux de Gatineau
Cet article recense les lieux patrimoniaux de Gatineau inscrit au répertoire des lieux patrimoniaux du Canada, qu'ils soient de niveau provincial, fédéral ou municipal.
Pour le reste de l'Outaouais, voir Liste des lieux patrimoniaux de l'Outaouais

## Liste des lieux patrimoniaux
- Haut – A
- B
- C
- D
- E
- F
- G
- H
- I
- J
- K
- L
- M
- N
- O
- P
- Q
- R
- S
- T
- U
- V
- W
- X
- Y
- Z

| [ 1 ] | Lieu patrimonial                               | Illustration                                  | Adresse                                  | Coordonnées        | No    | Constr. | Prot.                                    | Rec.                                | Notes  |
| ----- | ---------------------------------------------- | --------------------------------------------- | ---------------------------------------- | ------------------ | ----- | ------- | ---------------------------------------- | ----------------------------------- | ------ |
| M     | 19, rue Thomas                                 | Téléverser                                    | 19, rue Thomas                           | 45.39603 -75.852   | 8154  |         | MH cité                                  | 6 mai 1997                          |        |
| M     | 4, rue Raoul-Roy                               | 4, rue Raoul-Roy                              | 4, rue Raoul-Roy                         | 45.3975 -75.85847  | 12001 |         | MH cité                                  | 16 octobre 2001                     |        |
| M     | 93, rue Court                                  | Téléverser                                    | 93, rue Court                            | 45.39856 -75.84592 | 6683  |         | MH cité                                  | 6 mai 1997                          |        |
| M     | 93, rue Court                                  | Téléverser                                    | 93, rue Court                            | 45.39856 -75.84592 | 6683  |         | MH cité                                  | 6 mai 1997                          |        |
| M     | 485, chemin d'Aylmer                           | Téléverser                                    | 485, chemin d'Aylmer (en)                | 45.39769 -75.81472 | 12365 |         | MH cité                                  | 6 mai 1997                          |        |
| F     | Ancienne Banque de Montréal                    | Ancienne Banque de Montréal                   | 40, promenade du Portage                 | 45.42487 -75.71954 | 5987  |         | ÉFP reconnu                              | 23 mars 1987                        | ,      |
| P     | Ancienne église méthodiste d'Aylmer            | Ancienne église méthodiste d'Aylmer           | 495, chemin d'Aylmer (en) 1, rue du Golf | 45.39811 -75.814   | 13055 |         | MH reconnu Résiliation de reconnaissance | 12 mars 1976 30 août 2010           | [ 5 ]  |
| M     | Ancienne église méthodiste d'Aylmer            | Ancienne église méthodiste d'Aylmer           | 495, chemin d'Aylmer (en) 1, rue du Golf | 45.39811 -75.814   | 8117  |         | MH cité                                  | 6 mai 1997                          | [ 6 ]  |
| M     | Ancienne station de pompage d'Aylmer           | 2, rue Raoul-Roy                              | 2, rue Raoul-Roy                         | 45.39711 -75.85847 | 8988  |         | MH cité                                  | 6 mai 1997                          | [ 7 ]  |
| P     | Auberge Charles-Symmes                         | Auberge Charles-Symmes                        | 1, rue Front                             | 45.39447 -75.85494 | 4194  |         | MH classé                                | 14 novembre 1974                    | ,      |
| M     | Banque de Montréal                             | Banque de Montréal                            | 40, promenade du Portage                 | 45.425 -75.71958   | 8988  |         | MH cité MH cité                          | 17 septembre 1989 25 septembre 2001 | ,      |
| F     | Blocs 100-1100                                 | Téléverser                                    | 241, boulevard Cité-des-Jeunes (en)      | 45.4515 -75.7611   | 12966 |         | ÉFP reconnu                              | 16 mars 2006                        |        |
| F     | Blocs 1200-1900                                | Téléverser                                    | 241, boulevard Cité-des-Jeunes (en)      | 45.4515 -75.7611   | 13293 |         | ÉFP classé                               | 16 mars 2006                        |        |
| F     | Blocs 2000-2700                                | Téléverser                                    | 241, boulevard Cité-des-Jeunes (en)      | 45.4515 -75.7611   | 12995 |         | ÉFP classé                               | 16 mars 2006                        |        |
| F     | Bureau de la Hull Iron and Steel Foundry       | Téléverser                                    | 205, rue Montcalm                        | 45.4304 -75.7307   | 10439 |         | ÉFP reconnu                              | 16 décembre 1993                    | [ 11 ] |
| F     | Canadien Pacifique, gare ferroviaire du        | Canadien Pacifique, gare ferroviaire du       | Rue de la Gare                           | 45.5465 -75.42     | 1184  |         | GFP                                      | 10 mars 1990                        |        |
| M     | Caserne d'incendie                             | Caserne d'incendie                            | 239, rue Champlain                       | 45.43325 -75.7115  | 5121  |         | MH cité MH cité                          | 6 août 1991 4 avril 2006            |        |
| F     | Centre Bisson                                  | Téléverser                                    | 115, rue Bisson                          | 45.435 -75.7456    | 5987  |         | ÉFP reconnu                              | 17 septembre 1998                   |        |
| M     | Chalet du Club-de-Golf-Rivermead               | Chalet du Club-de-Golf-Rivermead              | 150, chemin Rivermead                    | 45.39483 -75.79197 | 5297  |         | MH cité                                  | 6 mai 1997                          |        |
| M     | Château d'eau                                  | Château d'eau                                 | 170, rue Montcalm                        | 45.42975 -75.72681 | 6880  |         | MH cité MH cité                          | 19 janvier 1999 4 avril 2006        |        |
| M     | Château Monsarrat                              | Château Monsarrat                             | 100, rue du Château                      | 45.42 -75.76019    | 6506  |         | MH cité MH cité                          | 5 mai 1998 4 avril 2006             |        |
| M     | Cherry Cottage                                 | Téléverser                                    | 67, rue Broad                            | 45.40039 -75.84494 | 15806 |         | MH cité                                  | 6 mai 1997                          |        |
| M     | Cimetière Edey                                 | Cimetière Edey                                | Chemin Lattion                           | 45.40811 -75.87116 | 6600  |         | MH cité                                  | 6 mai 1997                          |        |
| M     | Couvent Notre-Dame-de-la-Merci                 | Couvent Notre-Dame-de-la-Merci                | 53, rue du Couvent                       | 45.39736 -75.84886 | 5296  |         | MH cité                                  | 6 mai 1997                          |        |
| F     | Écurie                                         | Écurie                                        | 670, boulevard Alexandre-Taché           | 45.42212 -75.75741 | 10947 |         | ÉFP reconnu                              | 7 mars 1991                         |        |
| F     | Édifice Connors                                | Téléverser                                    | 211, rue Montcalm                        | 45.4308 -75.7311   | 10375 |         | ÉFP reconnu                              | 28 septembre 1989                   | [ 11 ] |
| M     | Église Mountain View                           | Église Mountain View                          | Chemin Vanier                            | 45.44511 -75.81986 | 6599  |         | MH cité                                  | 6 mai 1997                          |        |
| M     | Église Saint-Andrew                            | Téléverser                                    | Chemin Eardley                           | 45.39575 -75.84539 | 5254  |         | MH cité                                  | 6 mai 1997                          |        |
| F     | Ferme Columbia                                 | Ferme Columbia                                | 376, boulevard Saint-Joseph (en)         | 45.4439 -75.7324   | 11331 |         | ÉFP reconnu                              | 26 mars 1985                        | [ 12 ] |
| M     | Ferme Columbia                                 | Ferme Columbia                                | 376, boulevard Saint-Joseph (en)         | 45.44386 -75.73244 | 5120  |         | MH cité MH cité                          | 5 juillet 1988 4 avril 2006         | [ 13 ] |
| F     | Gilmour Hughson Lumber Co.                     | Gilmour Hughson Lumber Co.                    | Rue Laurier (en)                         | 45.4419 -75.7076   | 10859 |         | ÉFP reconnu                              | 6 août 1992                         |        |
| M     | Hôtel Bank                                     | Hôtel Bank                                    | 14, rue Eddy                             | 45.42522 -75.71992 | 5119  |         | MH cité MH cité                          | 3 mars 1998 4 avril 2006            |        |
| M     | Hôtel Chez-Henri                               | Hôtel Chez-Henri                              | 179, promenade du Portage                | 45.42678 -75.73175 | 1512  |         | MH cité                                  | 21 janvier 2003                     | [ 14 ] |
| M     | Hôtel Klondike                                 | Téléverser                                    | 29, rue du Couvent                       | 45.39683 -75.85131 | 12368 |         | MH cité                                  | 6 mai 1997                          |        |
| F     | Hôtel Symmes                                   | Hôtel Symmes                                  | 1, rue Front                             | 45.3945 -75.8546   | 9202  |         | LHN                                      | 15 juin 1976                        | ,      |
| F     | Imprimerie nationale et chaufferie             | Téléverser                                    | 45, boulevard Sacré-Cœur                 | 45.437 -75.718     | 11375 |         | ÉFP classé                               | 16 mars 1995                        |        |
| F     | La ferme, garage avec domicile des domestiques | Téléverser                                    | Chemin Barnes                            | 45.4845 -75.8412   | 15791 |         | ÉFP reconnu                              | 27 novembre 1984                    |        |
| F     | La ferme, maison de la ferme                   | La ferme, maison de la ferme                  | Chemin Barnes                            | 45.4847 -75.8408   | 11372 |         | ÉFP reconnu                              | 27 novembre 1984                    |        |
| M     | Maison Armstrong                               | Téléverser                                    | 893, chemin d'Aylmer (en)                | 45.40519 -75.79283 | 6692  |         | MH cité                                  | 6 mai 1997                          |        |
| M     | Maison Bolton-McGrath                          | Maison Bolton-McGrath                         | 580, rue Boisvert                        | 45.44803 -75.87727 | 5294  |         | MH cité                                  | 6 mai 1997                          |        |
| M     | Maison Charles-Devlin                          | Téléverser                                    | 49, rue Symmes                           | 45.39558 -75.84742 | 6698  |         | MH cité                                  | 6 mai 1997                          |        |
| M     | Maison Charles-Hurdman                         | Téléverser                                    | 651, chemin d'Aylmer (en)                | 45.40067 -75.80556 | 6699  |         | MH cité                                  | 6 mai 1997                          |        |
| F     | Maison Charron                                 | Maison Charron                                | 1, rue Laurier (en)                      | 45.4342 -75.7076   | 11216 |         | ÉFP reconnu                              | 9 juillet 1985                      |        |
| M     | Maison Conroy-McDonald                         | Téléverser                                    | 47, rue Symmes                           | 45.39544 -75.84769 | 7134  |         | MH cité                                  | 6 mai 1997                          |        |
| M     | Maison Delormey-Edey                           | Téléverser                                    | 35, chemin Lattion                       | 45.40869 -75.87106 | 6606  |         | MH cité                                  | 6 mai 1997                          |        |
| P     | Maison Fairview                                | Maison Fairview                               | 100, rue Gamelin                         | 45.44453 -75.74047 | 1754  |         | MH classé                                | 10 décembre 1979                    | [ 17 ] |
| M     | Maison Harvey-Parker-Fils                      | Téléverser                                    | 124, chemin Eardley                      | 45.40397 -75.85769 | 7258  |         | MH cité                                  | 6 mai 1997                          |        |
| M     | Maison Henry-Marshall-Fulford                  | Téléverser                                    | 825, chemin d'Aylmer (en)                | 45.40386 -75.79762 | 7109  |         | MH cité                                  | 6 mai 1997                          |        |
| M     | Maison J.-J.-Roney                             | Téléverser                                    | 66, rue Bancroft                         | 45.39636 -75.84658 | 10184 |         | MH cité                                  | 6 mai 1997                          |        |
| P     | Maison James-Coleman                           | Téléverser                                    | 10, chemin Grimes                        | 45.39914 -75.81894 | 1751  |         | MH reconnu Résiliation de reconnaissance | 12 mars 1976 30 août 2010           | ,      |
| M     | Maison James-Coleman                           | Téléverser                                    | 10, chemin Grimes                        | 45.39914 -75.81894 | 8686  |         | MH cité                                  | 6 mai 1997                          | ,      |
| M     | Maison James-Finlayson-Taylor                  | Téléverser                                    | 179, chemin Eardley                      | 45.40661 -75.86483 | 6951  |         | MH cité                                  | 6 mai 1997                          |        |
| M     | Maison James-McArthur                          | Téléverser                                    | 79, rue Front                            | 45.40044 -75.85517 | 6952  |         | MH cité                                  | 6 mai 1997                          |        |
| M     | Maison James-McConnell                         | Maison James-McConnell                        | 567, chemin d'Aylmer (en)                | 45.399 -75.81061   | 12392 |         | MH cité                                  | 6 mai 1997                          |        |
| M     | Maison John-Church                             | Téléverser                                    | 64, rue Bancroft                         | 45.39617 -75.84681 | 8247  |         | MH cité                                  | 6 mai 1997                          |        |
| M     | Maison John-Davis                              | Téléverser                                    | 23, rue du Couvent                       | 45.39669 -75.85186 | 6950  |         | MH cité                                  | 6 mai 1997                          |        |
| M     | Maison John-Foran                              | Téléverser                                    | 829, chemin d'Aylmer (en)                | 45.40458 -75.79644 | 6694  |         | MH cité                                  | 6 mai 1997                          |        |
| M     | Maison John-Ogilvie                            | Téléverser                                    | 36, rue Court                            | 45.39414 -75.84489 | 5295  |         | MH cité                                  | 6 mai 1997                          |        |
| M     | Maison John-Snow                               | Téléverser                                    | 890, chemin d'Aylmer (en)                | 45.40494 -75.79258 | 8112  |         | MH cité                                  | 6 mai 1997                          |        |
| M     | Maison Joseph-Lebel                            | Maison Joseph-Lebel                           | 370, chemin d'Aylmer (en)                | 45.39622 -75.82236 | 12403 |         | MH cité                                  | 6 mai 1997                          |        |
| M     | Maison MacKay-Wright                           | Maison MacKay-Wright                          | 1210, chemin d'Aylmer (en)               | 45.41061 -75.77527 | 6693  |         | MH cité                                  | 6 mai 1997                          |        |
| F     | Maison McConnell                               | Téléverser                                    | 1088, chemin d'Aylmer (en)               | 45.40828 -75.78453 | 11396 |         | ÉFP reconnu                              | 26 mars 1985                        |        |
| M     | Maison Peter-Aylen-Fils                        | Téléverser                                    | 63, rue Bancroft                         | 45.39642 -75.84683 | 6949  |         | MH cité                                  | 6 mai 1997                          |        |
| M     | Maison Peter-Aylen-Père                        | Téléverser                                    | 108, rue du Patrimoine                   | 45.39425 -75.84133 | 7178  |         | MH cité                                  | 6 mai 1997                          |        |
| M     | Maison Peter-Howard-Church                     | Maison Peter-Howard-Church                    | 100, chemin Eardley                      | 45.40225 -75.85569 | 8245  |         | MH cité                                  | 6 mai 1997                          |        |
| M     | Maison Pierre-Renaud                           | Téléverser                                    | 67, rue Denise-Friend                    | 45.39797 -75.84547 | 7179  |         | MH cité                                  | 6 mai 1997                          |        |
| M     | Maison Richard-Cruice                          | Téléverser                                    | 47, rue Denise-Friend                    | 45.39781 -75.84814 | 8110  |         | MH cité                                  | 6 mai 1997                          |        |
| M     | Maison Richard-McConnell                       | Téléverser                                    | 579, chemin d'Aylmer (en)                | 45.40067 -75.80556 | 7180  |         | MH cité                                  | 6 mai 1997                          |        |
| P     | Maison Riverview                               | Maison Riverview                              | 432, boulevard Alexandre-Taché           | 45.42194 -75.74878 | 4317  |         | MH reconnu                               | 14 avril 1975                       |        |
| M     | Maison Samuel-Stewart                          | Téléverser                                    | 774, chemin d'Aylmer (en)                | 45.40272 -75.79194 | 8249  |         | MH cité                                  | 6 mai 1997                          |        |
| F     | Maison Scott                                   | Téléverser                                    | 100, boulevard Gamelin                   | 45.44445 -75.74045 | 11394 |         | ÉFP reconnu                              | 22 mai 1986                         | [ 11 ] |
| M     | Maison Simon-Hill                              | Maison Simon-Hill                             | 46, impasse Simon-Hill                   | 45.41136 -75.85325 | 7260  |         | MH cité                                  | 6 mai 1997                          |        |
| M     | Maison Taker                                   | Téléverser                                    | 3, rue Cathcart                          | 45.39606 -75.85575 | 6697  |         | MH cité                                  | 6 mai 1997                          |        |
| M     | Maison Thomas-MacKerall                        | Maison Thomas-MacKerall                       | 1404b, chemin d'Aylmer (en)              | 45.41458 -75.76508 | 13112 |         | MH cité                                  | 6 mai 1997                          |        |
| M     | Maison William-Bourgeau                        | Téléverser                                    | 87, rue du Patrimoine                    | 45.39408 -75.84466 | 6868  |         | MH cité                                  | 6 mai 1997                          |        |
| M     | Maison William-McLean                          | Téléverser                                    | 136, chemin Eardley                      | 45.40469 -75.85878 | 7259  |         | MH cité                                  | 6 mai 1997                          |        |
| F     | Maison Wright-Scott                            | Téléverser                                    | 28, boulevard Alexandre-Taché            | 45.4248 -75.7257   | 13332 |         | ÉFP classé                               | 7 juin 2007                         | [ 20 ] |
| F     | Manège militaire de Salaberry                  | Manège militaire de Salaberry                 | 188, boulevard Alexandre-Taché           | 45.4243 -75.7325   | 10857 |         | ÉFP reconnu                              | 13 mai 1993                         |        |
| F     | Moorside, forge                                | Téléverser                                    | 71, chemin Barnes                        | 45.4838 -75.8471   | 11337 |         | ÉFP reconnu                              | 27 novembre 1984                    |        |
| F     | Moorside, garage avec domicile des domestiques | Téléverser                                    | Chemin Barnes                            | 45.483 -75.847     | 11277 |         | ÉFP reconnu                              | 27 novembre 1984                    |        |
| F     | Moorside, maison principale                    | Moorside, maison principale                   | 71, chemin Barnes                        | 45.4835 -75.8479   | 11338 |         | ÉFP reconnu                              | 27 novembre 1984                    |        |
| F     | Moorside, remise à outils                      | Téléverser                                    | 71, chemin Barnes                        | 45.4831 -75.8476   | 11278 |         | ÉFP reconnu                              | 27 novembre 1984                    |        |
| M     | Presbytère de Saint-Paul                       | Téléverser                                    | 61, rue du Couvent                       | 45.39694 -75.8445  | 13236 |         | MH cité                                  | 6 mai 1997                          |        |
| M     | Radmore Estate                                 | Téléverser                                    | 1021, chemin de la Montagne              | 45.45458 -75.79842 | 7133  |         | MH cité                                  | 6 mai 1997                          |        |
| P     | Site historique de la Maison-Wright-Scott      | Téléverser                                    | 28, boulevard Alexandre-Taché            | 45.42461 -75.72597 | 6986  |         | SH reconnu                               | 25 octobre 1979                     | [ 21 ] |
| M     | Site du patrimoine d'Aylmer                    | Site du patrimoine d'Aylmer                   | Rue Principale                           | 45.39481 -75.84633 | 15318 |         | SP constitué SP constitué                | 3 août 1990 4 avril 2006            |        |
| M     | Site du patrimoine du Collège-Saint-Alexandre  | Site du patrimoine du Collège-Saint-Alexandre | Chemin des Érables Rue Saint-Louis       | 45.49325 -75.75058 | 6209  |         | SP constitué SP constitué                | 21 mai 1996 4 avril 2006            |        |
| M     | Site du patrimoine du Portage                  | Site du patrimoine du Portage                 | Promenade du Portage                     | 45.42542 -75.71811 | 6884  |         | SP constitué SP constitué                | 16 juin 1998 4 avril 2006           |        |
| M     | Site du patrimoine du Quartier-du-Moulin       | Téléverser                                    | rue Park                                 | 45.48094 -75.64953 | 6601  |         | SP constitué SP constitué                | 21 mai 1996 4 avril 2006            |        |
| M     | Site du patrimoine Hanson-Taylor-Wright        | Téléverser                                    | Rue Hanson Rue Taylor Rue Wright         | 45.42631 -75.72514 | 5156  |         | SP constitué SP constitué                | 2 avril 1991 4 avril 2006           |        |
| M     | Site du patrimoine Jacques-Cartier             | Site du patrimoine Jacques-Cartier            | Rue Jacques-Cartier                      | 45.45725 -75.7165  | 7110  |         | SP constitué SP constitué                | 21 mai 1996 4 avril 2006            |        |
| M     | Site du patrimoine Kent-Aubry-Wright           | Téléverser                                    | Rue Aubry Rue Kent Rue Wright            | 45.42722 -75.71642 | 5157  |         | SP constitué SP constitué                | 2 avril 1991 4 avril 2006           |        |
| M     | Stymie Cottage                                 | Stymie Cottage                                | 1404a, chemin d'Aylmer (en)              | 45.41453 -75.76511 | 13115 |         | MH cité                                  | 6 mai 1997                          |        |
| F     | Tour de lessivage de la compagnie E.B. Eddy    | Tour de lessivage de la compagnie E.B. Eddy   | 103, rue Laurier (en)                    | 45.4282 -75.7081   | 11349 |         | ÉFP reconnu                              | 21 février 1984                     |        |